# Страсть к вампиру
«Страсть к вампиру» (англ. Lust For a Vampire, 1971) — фильм ужасов по мотивам классической новеллы ирландского писателя XIX века Джозефа Шеридана Ле Фаню «Кармилла». Также распространён другой вариант перевода названия — «Влечение к вампиру».

## Сюжет
Австрия, 1830 год. Милую деревенскую девушку увозят в чёрной карете и приносят в жертву, ради того, чтобы восстала из праха Кармилла…
В поисках материала для своих романов о ведьмах и прочей нечисти писатель Ричард Лестрэндж (Майкл Джонсон) — любвеобильный и легкомысленный красавец — проездом останавливается в деревне, где узнаёт о том, что здесь «следует избегать встречи с незнакомцами», так как поблизости расположен заброшенный графский замок Карнштайнов, пользующийся дурной славой из-за своих бывших владельцев — вампиров и чёрных магов, которых видели в последний раз 40 лет назад. И вот недавно вновь пропала девушка… Страх жителей деревни вызывает у Лестрэнджа интерес и он, невзирая на предостережения, посещает замок, где и встречает трёх таинственных незнакомок, которые, к счастью, оказываются всего лишь воспитанницами школы-пансиона, возглавляемого мисс Симпсон (Хелен Кристи). Девушки пришли на экскурсию в замок вместе с преподавателем истории и искусства — мистером Джайлзом Бартоном (Ральф Бейтс), который изучает генеалогию и в частности историю семьи Карнштайн. Писатель сопровождает их до школы, где Бартон знакомит его с преподавателями и ученицами. В этот момент в сопровождении графини Херритцен прибывает новенькая — её племянница Миркалла (Ютта Стенсгаард) — и Лестрэндж влюбляется в неё с первого взгляда. Чтобы добиться ответного чувства, он хитростью устраивается в школу учителем литературы.
Вскоре исчезает соседка Миркаллы по комнате — Сьюзан. Бартон находит её труп и… прячет в колодце. Он подозревает, что та пала жертвой Миркаллы и, изучив старинные фолианты, догадывается, что она является одной из Карнштайнов — звать её Кармилла и на самом деле она умерла 120 лет назад в возрасте 22 лет, став при этом вампиром. Влюблённый Бартон готов перейти на сторону сил тьмы и служить Миркалле, но той слуги ненужны и она лишает его жизни. Лестрэндж находит записи преподавателя, с которым жил в одной комнате, и затем объясняется с Миркаллой, что приводит его вовсе не к смерти, а к их любовным отношениям.
Меж тем мисс Симпсон встревожена пропажей Сьюзан и смертью Бартона, который был её компаньоном. Она не хочет «выносить сор из избы» и заинтересованная в том же графиня Херрицен прибегает к услугам якобы её личного доктора, а на самом деле графа Карнштайн — чёрного мага. Тот фабрикует нужное свидетельство о смерти. Однако учительница физкультуры Джанет Плейфэйр вызывает полицейского — добросовестного инспектора Хайнриха. Тот находит в колодце тело Сьюзан, но итоге сам погибает там же. Сьюзан спешно хоронят и вновь на руках удобное свидетельство о смерти. Джанет не успокаивается и заставляет мисс Симпсон написать отцу девушки — мистеру Пелли. Тот прибывает с доктором Херцем и, не веря заключению о смерти Сьюзан, добивается эксгумации её могилы. Херц видит на шее трупа следы вампирских клыков, но вынужден подтвердить выводы «коллеги» об инфаркте.
Тем временем деревня бурлит из-за непонятных смертей. Остановившийся проездом старик-епископ откликается на призывы толпы и собирает жителей на расправу с Карнштайнами. Графиня и граф спешат покинуть эти места, но поздно — и они вместе с Миркаллой ищут укрытия в заброшенном замке, который, несмотря на увещевания Его преосвященства, подожжён селянами, хотя огонь не может повредить вампирам. Ричард, стремясь спасти любимую, бежит в замок, где та по велению графа пытается напасть на него в вампирском обличии. Однако горящий потолок обрушивается и обломок пробивает Миркалле грудь. Потрясённый Лестрэндж не в силах уйти, но мистер Пелли спешит ему на помощь и выводит прочь из пожарища, где остаются граф и графиня.

## В ролях
- Ральф Бейтс — Джайлз Бартон
- Барбара Джеффорд — графиня Херритцен
- Сюзанна Ли — Джанет Плейфейр
- Майкл Джонсон — Ричард Лестрейндж
- Ютта Стенсгаард — Миркалла Херритцен/Кармилла Карнштайн
- Хелен Кристи — мисс Симпсон
- Пиппа Стил — Сьюзан Пелли
- Дэвид Хили — Реймонд Пелли
- Харви Холл — инспектор Хайнрих
- Майк Рэйвен — граф Карнштайн
- Майкл Бреннан — лендлорд
- Джек Мелфорд — епископ
- Кристофер Каннингем — кучер
- Джуди Мэтисон — Аманда
- Кристофер Ним — Ханс
- Эрик Читти — профессор Херц
- Кэрил Литтл — Изабель
- Джонатан Сесил — Биггс